# Moore Station
Moore Station est une ville située au centre-est du comté de Henderson   au Texas, aux États-Unis,.

## Démographie
Lors du recensement de 2010, la ville comptait une population de 201 habitants. Elle est estimée, en 2016, à 199 habitants.

### Source de la traduction
- (en) Cet article est partiellement ou en totalité issu de l’article de Wikipédia en anglais intitulé « Moore Station, Texas » (voir la liste des auteurs).